# 陳允升 (隆慶進士)
陳允升（1532年—？），字晉卿，直隸蘇州府崑山縣人，民籍，明朝政治人物。

## 生平
隆慶元年（1567年）丁卯科應天府鄉試第二十二名舉人。隆慶二年（1568年）聯捷戊辰科會試第二十三名，二甲第二十九名進士。授開州知州，升兵部武选司员外郎，萬曆二年（1574年）二月升湖廣僉事、提調學政，十年七月復除四川提學僉事，十一年閏二月以病乞休。

## 家族
曾祖陳彞，舉人、官太平县教諭；祖父陳嘉謀，號介軒；父陳王政，字纯甫，自號新安里人，封奉直大夫兵部武库司员外郎；母周氏；繼母華氏。具庆下。弟允恭。